# Родниковый (Адыгея)
Роднико́вый (адыг. Псынэкӏэчъ) — посёлок в Республике Адыгея. Входит в городской округ «город Майкоп».

## География
Посёлок расположен в центральной части городского округа Майкоп, у истоков реки Псипце-Келермес. Находится в 10 км к северо-западу от города Майкоп и в 12 км к юго-востоку от города Белореченск, напротив станицы Ханская, от которой отдалён федеральной автотрассой А-160 и железнодорожной веткой «Белореченская — Майкоп — Хаджох», Северо-Кавказской железной дороги. В 500 метрах к юго-востоку расположен аэродром Ханская.
Площадь территории населённого пункта установлены постановлением N240 от 20.04.2011 года и составляет — 3,36 км2.
Ближайшие населённые пункты: Ханская на западе, Родники и Восточный на северо-западе, Косинов на северо-востоке, Подгорный на востоке, Западный и Майкоп на юго-востоке и Гавердовский на юге.
Населённый пункт расположен на Закубанской наклонной равнине, в предгорной зоне республики. Средние высоты на территории посёлка составляют 179 метров над уровнем моря. Рельеф местности представляет собой в основном волнистые равнины с общим уклоном с юго-запада на северо-восток, с холмистыми и курганными возвышенностями.
Гидрографическая сеть в основном представлена рекой Псипце-Келермес. Также в окрестностях населённого пункта имеется множество искусственных водоёмов, используемые для различных целей.
Климат на территории посёлка влажный умеренный (Dfa). Среднегодовая температура воздуха положительная и составляет около +11,5°С. Среднемесячная температура воздуха в июле достигает +23,0°С. Среднемесячная температура января составляет около 0°С. Среднегодовое количество осадков составляет около 750 мм. Основная часть осадков выпадает в период с мая по июль.

## История
В начале 1930-х годов, на месте современного посёлка был создан совхоз краевого Птицетреста. Первыми поселенцами на месте отсёлка при совхозе были Бухановы, Шелеховы и Беликовы. В послевоенное время на базе совхоза было создано отделение № 2 Майкопского племенного птицесовхоза.
23 декабря 1958 года по инициативе Адыгейского облисполкома, Краснодарским крайисполкомом посёлок при птицесовхозе был официально зарегистрирован с присвоением ему названия — Родниковый.
26 декабря 1977 года посёлок был включён в состав Западного сельсовета Майкопского района.
20 февраля 1986 года в составе Западного сельсовета был передан из Майкопского района в ведение Майкопского городского совета.
18 августа 1992 года с упразднением Западного сельсовета, посёлок Родниковый был передан в состав Ханского сельсовета (позже сельский округ) Майкопской городской администрации.
С 2000 года в составе Майкопского республиканского городского округа, наделённого статусом муниципального образования в 2005 году.
16 апреля 2003 года Ханский сельский округ был упразднён и посёлок Родниковый был передан в прямое подчинение администрации Майкопского городского округа, с образованием на его территории местного территориального общественного самоуправления (ТОС).
10 октября 2024 года в ходе российского вторжения в Украину близлежащий аэродром «Ханская» был атакован украинскими дронами. Начался пожар. Жители поселка Родниковый были эвакуированы.

## Население
| 2002  | 2010  | 2013  | 2014  | 2015  | 2016  | 2017  |
| ----- | ----- | ----- | ----- | ----- | ----- | ----- |
| 1299  | ↘1282 | ↗1309 | ↗1310 | ↗1316 | →1316 | ↘1299 |
| 2018  | 2019  | 2020  | 2021  | 2023  | 2024  |       |
| ↘1267 | ↗1269 | ↗1270 | ↗1301 | ↘1274 | ↘1265 |       |

Плотность — 376.49 чел./км2.
Национальный состав
По данным Всероссийской переписи населения 2010 года:
| Народ               | Численность, чел. | Доля от всего населения, % |
| ------------------- | ----------------- | -------------------------- |
| русские             | 998               | 77,85 %                    |
| адыги               | 149               | 11,62 %                    |
| украинцы            | 36                | 2,81 %                     |
| татары              | 15                | 1,17 %                     |
| армяне              | 13                | 1,01 %                     |
| другие / не указано | 71                | 5,54 %                     |
| всего               | 1 282             | 100,0 %                    |

Мужчины — 598 чел. (46,6 %). Женщины — 684 чел. (53,4 %).

По данным Всероссийской переписи 2021 года:
| Народ               | Численность, чел. | Доля от всего населения, % |
| ------------------- | ----------------- | -------------------------- |
| русские             | 947               | 72,79 %                    |
| адыги (черкесы)     | 153               | 11,76 %                    |
| другие / не указано | 201               | 15,45 %                    |
| всего               | 1 301             | 100,0 %                    |

## Местное самоуправление
Посёлок Родниковый входит в ТОС (территориальное общественное самоуправление) № 17 городского округа Майкоп.
Местное самоуправление является территориальным исполнительным органом местной администрации (ТИОМА) городского округа Майкоп и осуществляет исполнительно-распорядительные функции на территории посёлка Родниковый.
Администрация ТОС № 17 — городской округ Майкоп, посёлок Родниковый, ул. Ленина, № 14 «в».
- Председатель местного самоуправления — Дычко Елена Николаевна.
- Администратор местного самоуправления — Семыкин Игорь Анатольевич.

## Инфраструктура
- Основная школа № 24
- Детский сад № 46 «Золотой петушок»
- Фельдшерско-акушерский пункт

## Экономика
- Птицефабрика «Родниковская»;
- ООО «Фабрика Солнца»

## Транспорт
- Через хутор проходит автобусный маршрут № 10-Р «микрорайон Черёмушки — посёлок Родниковый».

## Улицы
Уличная сеть посёлка состоит из 8 улиц и 3 переулков:
Улицы

| Весёлая |
| Ленина  |
| Луговая |

| Майкопская |
| Мира       |
| Молодёжная |

| Новая     |
| Советская |

Переулки

| Лесной |

| Северный |

| Центральный |